# Селезінникові
Селезінникові, аспленієві (Aspleniaceae) — родина папоротей порядку багатоніжкових (Polypodiales). У родині налічують близько 700 видів, з них в Україні зустрічається 11 видів.

## Опис
Наземні та епіфітні трав'янисті листопадні та вічнозелені рослини, що населяють переважно вологі місця. Кореневища вкриті лусками. Соруси з яйцеподібними або лінійними індузіями.